# Antoine Du Moulin
Pour les articles homonymes, voir Du Moulin.
Antoine Du Moulin (1510 ? - 1551) est un poète français de l'École lyonnaise de poésie regroupée autour de Maurice Scève. Il a aussi écrit en latin et traduit du latin, du grec ancien et de l'italien en français. Il est éditeur intellectuel et traducteur pour Jean de Tournes à Lyon, docteur en droit et médecine. Il fut le valet de chambre de Marguerite de Navarre ainsi que l'ami de Clément Marot et de Bonaventure Des Périers, dont il édita les œuvres.

## Œuvres
.. 
- La Fontaine des amoureux de science compilée par maistre Jean de La Fontaine, de Valenciennes, reveue et mise en son entier avec les figures, Lyon : Jean de Tournes, 1547 En ligne sur Gallica ; réédition en 1571.
- De diversa hominum natura, prout a veteribus Philosophis ex corporum speciebus reperta est, cognoscenda liber. Lyon, Jean de Tournes, 1549
- Chiromance & physionomie par le regard des membres de l'homme, faites par Jean de Indagine ... Le tout mis en françois par Antoine Du Moulin, Lyon, Jean de Tournes, 1571 En ligne sur Gallica.